# Conrad Weiser
Conrad Weiser, född 1696, död 1760, var en tysk nybyggare och indiantolk i provinsen Pennsylvania vilken gjorde provinsen och den brittiska kronan stora tjänster som förhandlare med irokesförbundet.

## Ungdom
Weiser föddes i Affstätt där hans far och namne var stationerad som dragon. Snart efter sonens födelse återvände fadern till sin hemsocken Großaspach. Sjukdomar, febrar och den svåra vintern 1708-1709 samt en fransk invasion under Pfalziska tronföljdskriget gjorde livet svårt i hembygden. Weisers mor dog under sin femtonde förlossning. Efter sin hustrus död beslöt Weiser den äldre att utvandra till Brittiska Amerika. Storbritannien hade nämligen lovat att ge de tyska protestanterna en fristad i provinsen New York.

## Tidiga liv
Familjen Weiser bosatte sig i Schohariedalen. En irokesisk ledare inbjöd den unge Weiser att bo hos dem för att lära sig deras språk och kultur. Sedan även fadern givit sitt godkännande tillbringade den sextonårige Conrad vintern 1712-1713 hos mohawkerna. Han gifte sig 1720 med Anna Eve, född Feck, den femton år gamla dottern till en tyskfödd grannfamilj. Tre år senare flyttade det unga paret till Womelsdorf, Pennsylvania.

## Tolk och förhandlare
Weiser började sin bana som indiantolk när en oneidaledare 1731 tog med honom som tolk till ett möte med Pennsylvanias regering. Weiser betraktades som en adopterad mohawk och irokeserna litade därför på honom. Han vann även guvernörens tillit och han fick tolka vid viktiga möten både detta och påföljande år. Weiser tolkade även 1736 och 1737 när Thomas Penn tillägnade sig stora markområden som privategendom vilka egentligen tillhörde lenaperna. Det sistnämnda året verkade han också som medlare mellan irokeserna och indianfolken söder om Pennsylvania och lyckades framförhandla ett fredsfördrag mellan dem. Weiser fungerade sedan som tolk vid möten 1742 och 1744 där irokeserna sålde land som tillhörde lenaperna. 1748 förhandlade han med irokeserna och med andra indiannationer om engelsk bosättning i Ohiolandet. När spänningen mellan kolonialmakterna Storbritannien och Frankrike ökade under 1750-talet deltog Weiser i flera möten för att övertyga irokesförbundet att ställa sig på Storbritanniens sida. Under sin verksamhet som tolk och förhandlare byggde Weiser på sina kunskaper om irokesernas språk och kultur för att främja provinsen Pennsylvanias och den brittiska kronans sak i Nordamerika.

## Vardaglig verksamhet

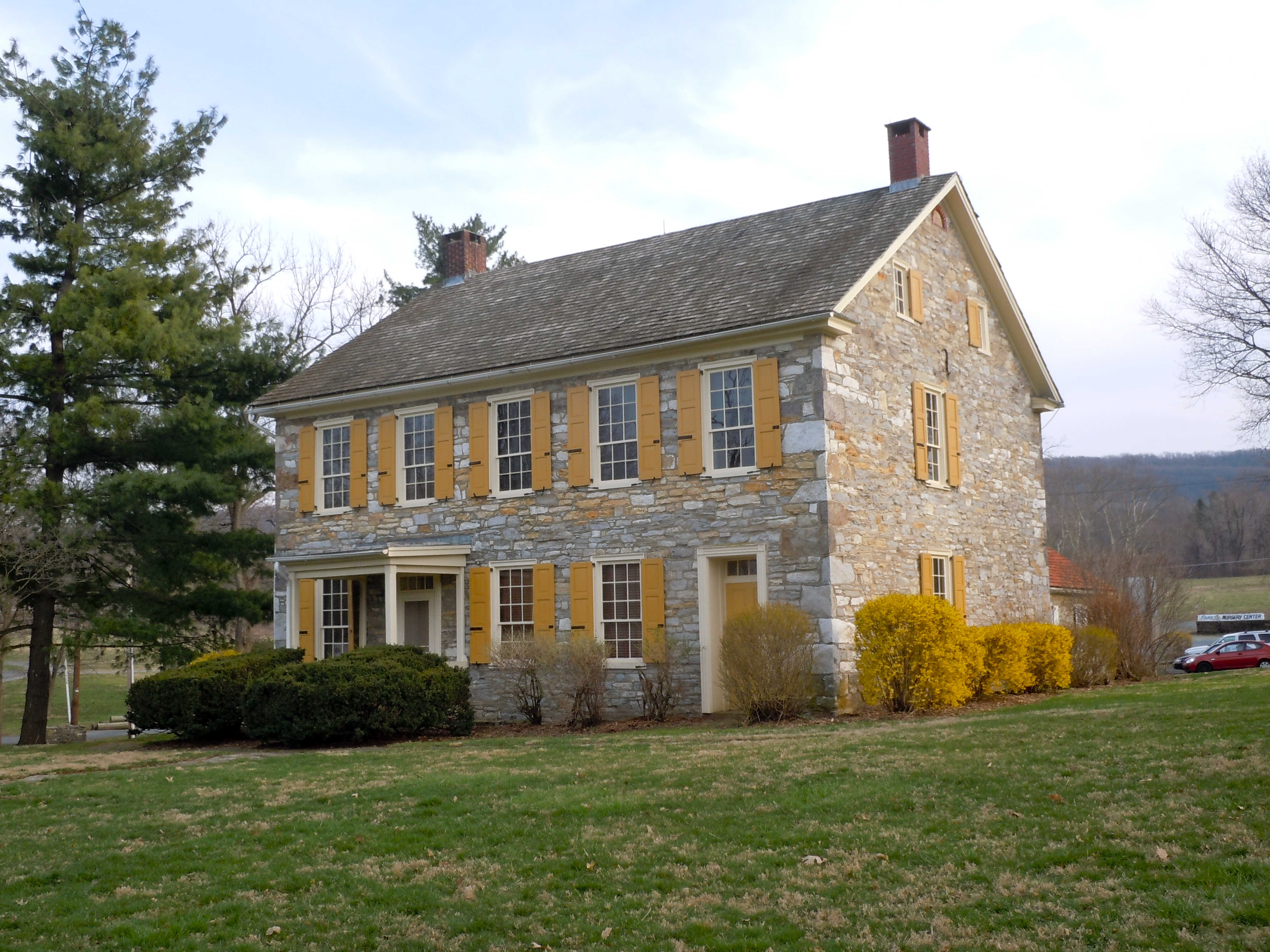
Conrad Weisers gård är idag ett historiskt minnesmärke och museum.

Tolk och förhandlare var inte en heltidssysselsättning utan Weiser fick sitt levebröd genom sin gård, men även som garvare, köpman och genom att sälja mark han förvärvat. Han var pådrivande vid tillkomsten av Berks County och var dess fredsdomare till 1760. Under sjuårskriget var han överstelöjtnant i den lokala milisen. Mellan 1734 och 1741 följde Weiser Conrad Beissels lära och levde i Ephratakommuniteten. Familjen bodde dock kvar på gården och Weiser fick upprepade gånger tillstånd att lämna gemenskapen för att genomföra offentliga uppdrag och besöka sin familj. Flera av hans barn är också födda under den tid han vistades där.

## Efterkommande
Weisers dotter Maria gifte sig med teologen Henry Melchior Muhlenberg. Av deras söner blev Peter generalmajor i kontinentalarmén  och senare kongressman och senator, Frederick den förste talmannen i USA:s representanthus och Henry Ernst präst och framstående naturforskare.